# CCL2
CCL2（C-C motif chemokine ligand 2）は、CCケモカインファミリーに属するサイトカインである。MCP-1（monocyte chemoattractant protein 1）、SCYA2（small inducible cytokine A2）といった名称でも知られる。CCL2は細胞の力学的性質を緊密に調節し、組織損傷や感染による炎症部位へ単球、メモリーT細胞、樹状細胞をリクルートする。

## 遺伝学
ヒトゲノム中では、CCL2やその他多くのCCケモカインの遺伝子は17番染色体（17q11.2-q21.1）に位置している。CCL2遺伝子は1927塩基対の長さで、3つのエクソンと2つのイントロンから構成される。CCL2のタンパク質前駆体は23アミノ酸からなるシグナルペプチドを含んでおり、成熟型CCL2は76アミノ酸からなる。
ヒトでは、CCL2濃度は個体によって大きく異なる場合がある。ヨーロッパにルーツを持つ白人の場合、CCL2濃度の多変量補正遺伝率は、血漿中濃度に関しては0.37、血清中濃度に関しては0.44である。

## 分子生物学
CCL2は、約13-15 kDa（グリコシル化の程度に依存する）の単量体型ポリペプチドである。CCL2はプロテオグリカンのグリコサミノグリカン側鎖によって内皮細胞の細胞膜に固定されている。CCL2は主に単球、マクロファージ、樹状細胞によって分泌される。PDGFはCCL2遺伝子の主要なインデューサーである。
CCL2が結合する細胞表面受容体は、CCR2とCCR4である。
CCL2は単球と好塩基球に対する走化性活性を示す。一方で、好中球や好酸球は誘引しない。CCL2はN末端残基を除去することで好塩基球に対する誘引活性を喪失し、好酸球に対する化学誘引物質となる。CCL2処理された好塩基球とマスト細胞は細胞間隙へ顆粒を放出する。この作用は、IL-3やその他のサイトカインによる前処理によって増強される。CCL2は単球の抗腫瘍活性を高め、肉芽腫の形成に必要不可欠である。メタロプロテアーゼMMP-12によって切断された場合には、CCL2はCCR2のアンタゴニストとして作用する。
CCL2は歯の萌出部位や骨の分解部位にもみられる。骨では、CCL2は成熟型破骨細胞と骨芽細胞で発現し、NF-κBの制御下に置かれている。CCL2とRANTESは、RANKLが存在しない場合でもM-CSF処理単球からTRAP陽性多核細胞の形成を誘導することができるが、生み出された破骨細胞はカテプシンKの発現と吸収能力を欠く。CCL2とRANTESはヒトの破骨細胞の分化において自己分泌ループを形成していると考えられている。
CCL2は神経細胞、アストロサイト、ミクログリアでも発現している。神経細胞でのCCL2の発現は、主に大脳皮質、淡蒼球、海馬、室傍核、視索上核、視床下部外側野、黒質、顔面神経核、三叉神経運動核・脊髄路核、巨大細胞性網様核、小脳のプルキンエ細胞でみられる。

## 臨床的意義
CCL2は、乾癬、関節リウマチ、アテローム性動脈硬化など、単球の浸潤によって特徴づけられるいくつかの疾患の病因への関与が示唆されている。
糸球体腎炎モデルでは、抗CCL2抗体の投与によってマクロファージやT細胞の浸潤が低下し、半月体の形成、瘢痕化、腎機能不全が緩和される。
CCL2は、神経変性によって特徴づけられるさまざまな中枢神経系疾患で生じる神経炎症過程に関与している。グリア細胞でのCCL2の発現は、てんかん、脳虚血、アルツハイマー病、実験的自己免疫性脳脊髄炎、外傷性脳損傷において増加している。
CCL2のプロモーター領域のCpG部位の低メチル化は高血糖や高中性脂肪の影響を受け、血清中のCCL2濃度が上昇する。このことは2型糖尿病の血管合併症に重要な役割を果たしている。
CCL2はCCR2非依存的に、ERK1/ERK2/JNK-AP1経路やNF-κB関連経路を介してアミリンの発現を誘導する。CCL2によるアミリンのアップレギュレーションは、肥満時にみられる血漿アミリン濃度の上昇やインスリン抵抗性に寄与している。
脂肪細胞は、脂肪組織と骨格筋のネガティブなクロストークに関与するさまざまなアディポカインを分泌する。CCL2は生理的血漿中濃度（200 pg/mL）と同程度の用量で、ERK1/2の活性化を介して骨格筋のインスリンシグナル伝達の機能不全をもたらすが、この過程にはNF-κB経路の活性化は関与していない。CCL2は筋細胞でのインスリン刺激によるグルコースの取り込みを大きく低下させる。CCL2は脂肪組織と骨格筋のネガティブなクロストークにおいて両者を関連づける分子となっており、CCL2の炎症以外の重要な役割である可能性がある。
HL-1心筋細胞やヒト筋細胞を酸化LDL存在下で培養するとBNPやCCL2が誘導されるが、非酸化LDLではこうした効果は見られない。
加齢と関連した肝炎の症状を示す老齢マウスに対してメラトニン処理を行うと、オスではTNF-α、IL-1β、ヘムオキシゲナーゼ（HO-1、HO-2）、iNOS、CCL2、NF-κB1、NF-κB2、NKAPのmRNAの発現が減少する。また、TNF-αとIL-1βのタンパク質発現も低下し、IL-10が増加する。メラトニンの外因性投与は炎症を緩和させることができる。

## 関連文献
- “Human monocyte chemoattractant protein-1 (MCP-1)”. Advances in Experimental Medicine and Biology 305:  47–56. (1991). doi:10.1007/978-1-4684-6009-4_6. ISBN 978-1-4684-6011-7. PMID 1661560.
- “Permissive factors for HIV-1 infection of macrophages”. Journal of Leukocyte Biology 68 (3):  303–10. (September 2000). doi:10.1189/jlb.68.3.303. PMID 10985244.
- “Monocyte chemotactic protein-1 and its role in insulin resistance”. Current Opinion in Lipidology 18 (3):  258–62. (June 2007). doi:10.1097/MOL.0b013e3281338546. PMID 17495598.